# Procesní kříž

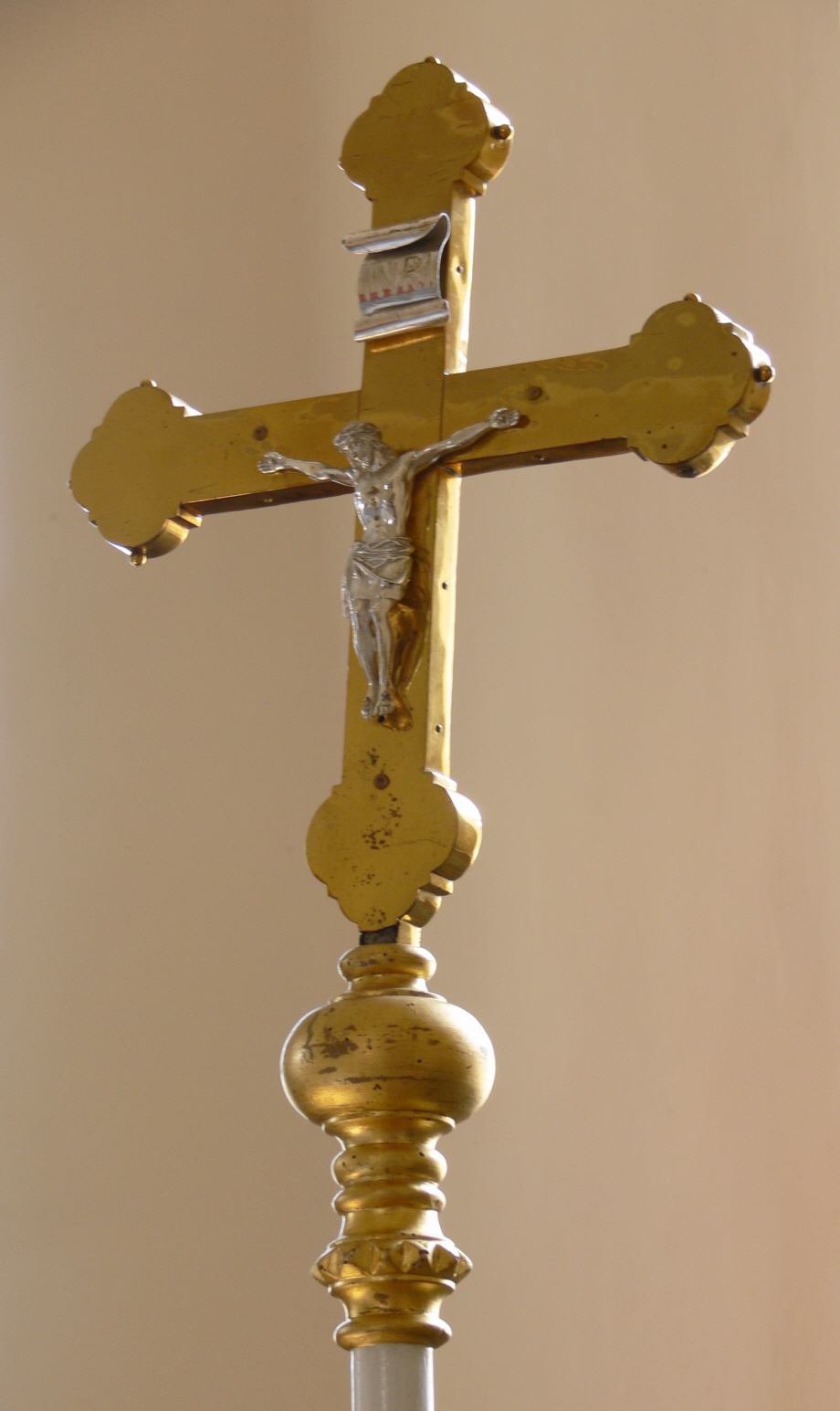
Procesní kříž

Procesní kříž se nosí v čele liturgických průvodů. Na jeho přední straně často bývá tělo Ježíše Krista. 

## Charakteristika

### V katolictví
Většinou se jedná o latinský kříž, ale může být i jiný (dvojramenný, tlapatý a podobně), jeho součástí je také tyč sloužící jako násada. Má být vždy jen jeden, což vyjadřuje jednotu církve. Nese ho krucifer, jehož někdy z každé strany doprovází ceroferář.

### V pravoslaví
Pravoslavní užívají procesní kříže obdobně jako v katolictví. Kříže jsou různé (pravoslavný kříž), může jich v procesí být užito více. Kromě nich jsou v procesí nošeny také procesní ikony.

### V heraldice
Objevuje se také ve znaku některých měst a vesnic (například Babice nad Svitavou, Biskupice, Dobrkovice, Doubravník, Dražovice, Lukov, Markvartice, Olšany, Rozsochy, Tatenice, Třebešov a Vidče) či kněží, a to buď na štítu, nebo pod ním.